# خوانجو ناروائز
خوانجو ناروائز (انگلیسی: Juanjo Narváez؛ زادهٔ ۱۲ فوریهٔ ۱۹۹۵) بازیکن فوتبال اهل کلمبیا است که در پست هافبک مهاجم و مهاجم برای باشگاه فوتبال کارتاخنا بازی می‌کند.